# فرهنگ چای روسی

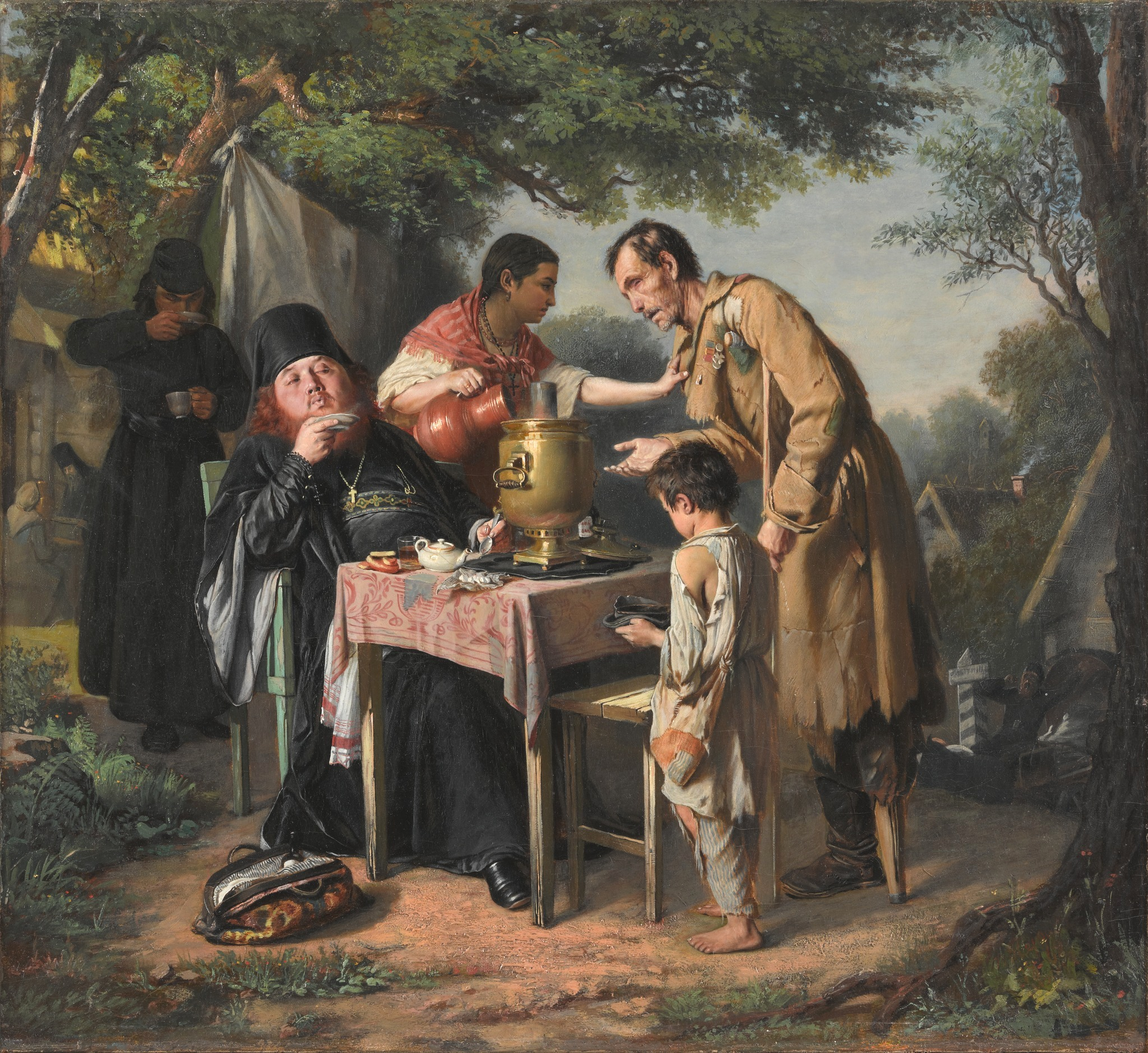
یک مهمانی چای در میتیشچی. واسیلی پروف، سال ۱۸۶۲

فرهنگ چای روسی (انگلیسی: Russian tea culture)، چای بخش مهمی از فرهنگ روسی را تشکیل می‌دهد. تا حدی به خاطر اقلیم سرد شمالی روسیه، در واقع امروزه این نوشیدنی ملی یکی از محبوب‌ترین نوشیدنی‌ها در کشور محسوب می‌شود و ارتباط نزدیکی با فرهنگ سنتی روسیه دارد. چای روسی دم کرده می‌شود و می‌تواند شیرین، داغ یا سرد میل شود. از دیرباز، چای در عصر مصرف می‌شود ولی از آن هنگام تا کنون به عنوان نوشیدنی تمام وقت شیوع یافته است، به خصوص بعد از غذا به همراه دسر ارائه می‌شود. یکی از جنبه‌های قابل توجه فرهنگ چای روسی، سماور است، که برای دم کردن چای از آن استفاده می‌شود.

## پیشینه
روایتی که بین همه فراگیر است بر این اساس استوار می‌باشد، اولین بار در سال ۱۵۶۷، هنگامی که رهبران نیروی قزاق کازاک، پتروف و یالیشف از چین بازدید کردند، مردم روس با چای آشنا شدند. این روایت در کتاب پرطرفدار، قصه‌های مردم روسیه نوشتهٔ ایوان ساخاروف، بین مردم محبوب شد و رواج پیدا کرد ولی مورخان معاصر، به‌طور کلی این روایت را جعلی می‌دانند و سفر پتروف و یالیشف به چین را هم، خیال پردازی می‌دانند.
فرهنگ مصرف چای، هنگامی که یک حکمران مغولستان در سال ۱۹۶۳، چهار پود (۷۰–۶۵ کیلوگرم) چای به میخائیل یکم، تزار روسیه اهداء می‌کند، شتاب می‌گیرد. بنابر گفتهٔ جرمایا کورتین، ممکن است در سال ۱۶۳۶ بوده باشد که، واسیلی استارکوف به عنوان یک فرستاده به پیش آلتان خان رفته است. به عنوان پیشکشی برای تزار، به او ۲۵۰ پوند چای داده شد. استراکوف، به خاطر اینکه هیچ فایده ای در باری از برگهای خشک نمی‌بیند، در ابتدا از دریافت این هدیه امتناع می‌کند ولی خان بر دریافت هدیه اش پافشاری می‌کند. بدین ترتیب، چای در روسیه باب شد، در سال ۱۷۶۹، روسیه قراردادی را منعقد کرد که در قبال عرضه مرتب چای بوسیله کاروان شتر توسط چین، پوست خز به آنها تحویل داده شود.

## گونه‌ها

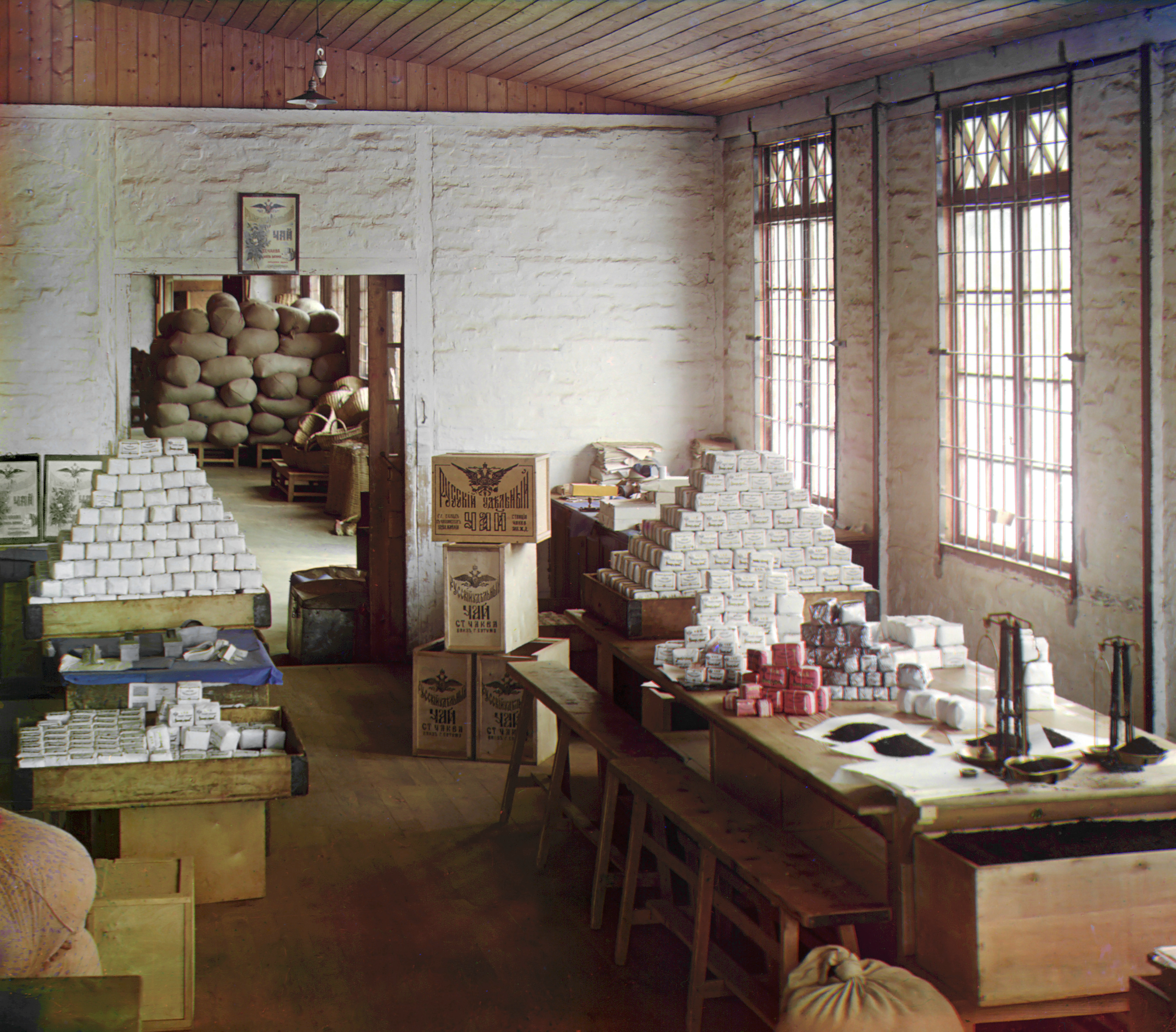
بسته‌بندی چای در باتومی، امپراطوری روسیه، اوایل قرن بیستم.

به‌طور سنتی، چای سیاه در روسیه بیشتر از همه گونه‌ها مرسوم است ولی چای سبز هم در نزد عموم دارد بیشتر از قبل، رایج می‌گردد.
چای سنتی در روسیه شامل نوع سنتی است که به کاروان روسی معروف است و این نامگذاری به این خاطر است که در آغاز فرهنگ مصرف چای در روسیه، چای توسط کاروان شتر از چین وارد می‌شد.

## چای روسی در سایر کشورها
یک نوشیدنی با عنوان «چای روسی» وجود دارد که به احتمال زیاد این نامگذاری از داخل آمریکا نشات گرفته باشد. این نوشیدنی به ویژه در ناحیه جنوب شرقی ایالات متحده محبوب است که در رویدادهای اجتماعی طی جشن ظهور مسیح و ایام کریسمس مصرف می‌شود. روش‌های تهیه آن متنوع است ولی بیشتر از چای معمولی سیاه، آب پرتقال (یا پوست پرتقال)، دارچین و میخک صدپر تشکیل می‌شود؛ در برخی از روش‌ها از پودر چای فوری بهره می‌برند. گاهی از آب میوه‌های دیگر همچون آناناس و لیمو در آن استفاده می‌کنند. ممکن است هنگام صرف چای به آن خامه اضافه کنند. در دهه‌های اخیر، یک نوع پودر چای فوری خانگی که اغلب با نوشیدنی تنگ استفاده می‌شود، در حال تبدیل شدن به هدیه محبوب برای قرار دادن در جوراب کریسمس است.